# Aniceto Simões
Aniceto Simões (Aniceto Silva Simões; * 8. September 1945) ist ein ehemaliger portugiesischer Langstrecken- und Hindernisläufer.
Bei den Crosslauf-Weltmeisterschaften 1973 in Waregem kam er auf den 119. Platz, und bei den Europameisterschaften 1974 in Rom schied er über 5000 Meter im Vorlauf aus.
1976 belegte er bei den Crosslauf-WM in Chepstow Rang 102 und wurde bei den Olympischen Spielen in Montreal Achter über 5000 Meter.
Bei den Crosslauf-Weltmeisterschaften kam er 1977 in Düsseldorf auf den 66. Platz und 1978 in Glasgow auf den 45. Platz. 1978 scheiterte er bei den Europameisterschaften in Prag über 5000 Meter im Vorlauf und erreichte im Marathon nicht das Ziel.
Drei weitere Mal startete er bei Crosslauf-Weltmeisterschaften mit folgenden Platzierungen:
- 1979 in Limerick: 94
- 1980 in Paris: DNF
- 1981 in Madrid: 95

Je dreimal wurde er Portugiesischer Meister über 5000 Meter (1973, 1975, 1979) und 10.000 Meter (1972, 1973, 1976) und je einmal über 3000 Meter Hindernis (1974) und im Crosslauf (1975).

## Persönliche Bestzeiten
- 5000 m: 13:21,93 min, 28. Juli 1976, Montreal (ehemaliger nationaler Rekord)
- 10.000 m: 28:41,11 min, 17. Juli 1980, Paris
- 3000 m Hindernis: 8:47,2 min, 17. Juni 1973, Lissabon